# 百獸海賊團
百獸海賊團（百獣海賊団）是尾田榮一郎創作的日本漫畫《ONE PIECE》中著名的一個海賊團。

## 組織概要
百獸海賊團（Beasts Pirates）是由「百獸」海道率領的海賊團。海賊旗底部是八型骨及六根交叉骨，最上面則是海道牛角特徵的骷髏頭；也有「百」作為副船旗。佔據一個「路標歷史本文」。
其船員結構依序分為三位「招牌大將」（三大災禍）、「飛六胞」（首席戰士前六強）、其餘多位「首席戰士」、如同惡鬼般的「序列戰士」，在幹部之下有大約500名賦予人造動物系SMILE能力的「恩典戰士團」，另有賦予能力失利的「狂樂戰士團」和尚未賦予能力的「候命戰士團」，總計約兩萬名戰力。
成員服飾風格以角、皮革、赤膊、上空、偏向維京人的服裝（如帽子）為主。值得留意的，雖然是由號稱「最强生物」海上皇帝海道建立和領導的，充满野蛮、霸道和殘暴標榜的「百兽」海賊集團，但手下各基层战斗员和高级幹部、甚至船長繼承人中，都有数量不少女性身影，或个性鲜明的“異類”身份，阶级划分明显，但无论男女成员都秉承一贯耀武揚威，对外一视同仁海贼掠夺作风。参考自西游记里的金角大王、银角大王等妖魔鬼怪。
根據地為和之國「鬼島」，亦佔領和之國其他地區，佔據一個「路標歷史本文」。20年前，海道帶領1,000名海賊團成員，與光月御田及紅鞘九人眾激烈交戰險勝，並與和之國篡位「將軍」黑炭大蛇聯手，處決原正統繼承人的九里大名光月御田，並追殺光月族人及其家臣，霸佔整個該國土地資源，已擴編約2萬名成員，在該國作威作福。被草帽海賊團、哈特海賊團、光月家臣、純毛族等同盟視為擊敗目標。後來還與BIG MOM海賊團結為同盟，並推翻黑炭大蛇，使得大蛇旗下御庭番眾與巡邏組兩大部隊轉向服侍海道，因此成員已上升到3萬名。
在鬼島大戰中，以大和為首叛離的成員約8,000人。「狂樂戰士團」和「候命戰士團」約6,000人，因QUEEN以升級版疫禍彈「冰鬼」掃射使部分變成冰鬼的成員不滿而叛變。「恩典戰士團」（含「首席戰士」）約有300人，被玉兒的糰子馴服，以及他們原本的2,000名部下也一同叛變。
所屬成員的名字幾乎都和撲克牌、紙牌或桌遊有關。

## 成員

### 船長
海道（Kaido，、凱多）
聲優：玄田哲章、稻田徹〈青年時期〉（日本）；符爽（台灣）
年齡：59歲，身高：710公分，出生地：偉大航路「伏特加王國」，生日：5月1日，星座：金牛座，喜歡的食物：酒，討厭的食物：豆腐，愛好：自殺，代表動物：龍，霸氣：見聞色、武裝色、霸王色。
百獸海賊團船長暨「總督」（ Sōtoku，Governor-General），原「四皇」之一，外號「百獸」海道（Kaido of the Beasts），懸賞金額：46億1,110萬貝里，前洛克斯海賊團實習生。
外貌披頭散髮且赤裸上身，有時穿著紫色上衣，但平常都掛在腰上，腰上綁著注連繩，其右腹有道明顯的十字形傷疤（是過去被光月御田使用纏繞霸王色霸氣的名刀「天羽羽斬」與「閻魔」所造成的），左手臂有龍鱗般的刺青，嘴上留著猶如龍鬚般長的鬍鬚，頭上有兩隻大牛角的中老年巨漢，武器是有刺的金棒「八齋戒」。笑聲是（Worororo）。為人強悍霸決但喜怒無常，嗜酒如命討厭酒醒，手上常拿著一壺酒。為目前存活海贼中公布懸賞金額最高的「四皇」成员。有一位愛女「大和」，將其當作男孩扶養，並從20年前按和之國風俗打扮（目的是培養其成為下一任和之國將軍），對其採取有限度的自由，由於她經常失蹤而派人找她，亦寵溺和放縱其任性的做法，但绝不允許她離開鬼島與和之國的統治範圍。
動物系「幻獸種」「魚魚果實 青龍形態」能力者，可變成一條騰雲駕霧的青色巨龍，體積龐大涵蓋半片天，嘴裡吐出的氣息能毀天滅地。可產生能賦予他物飛行的「焰雲」，由此如同飛行般立足在雲上。能放出火、雷、風屬性的攻擊。
被世人稱為在陸海空所有生物中的「最強生物」，興趣是自殺，至今已失敗7次，為能夠尋找死去的方法嘗試了各種手段，曾經一人向其他四皇和海軍挑戰時被俘18次，在某一次被海軍捕獲時，被貝加帕庫抽取了「血統因子」，製成了史上第一顆人造惡魔果實，遭受千次以上嚴刑拷打，被判過40次死刑，但肉體過於強大以致於死刑的刑具對他完全傷害不了，被施以絞刑時鎖鏈被扯斷，被押上斷頭台鍘刀被粉碎，被長槍戳刺使長槍斷裂，被他擊沉的巨大監獄船多達9艘。由於任何人都殺不了他，包括他自己，因此得到了最強生物的名號。由於一直沒辦法找到成功死去的方法，導致他決定顛覆世界。被世人公認是最強的單挑人選，新世界盛傳的流言「如果要單挑就得找海道」正是意即如此。海道的強大超越常識，曾有幾個對自己實力有自信的人向海道挑戰，基本被他鐵棒一揮就倒地了，作為人類的性能實在差太多；而他僅憑借強大的個體，受到眾多兇暴海賊的尊敬，最終被稱為「四皇」。對於具備實力的強者則無論敵友，都會極力設法將其招攬成自己的戰力（士兵），目標是成立「最強軍隊」。若要能造成傷害，必須會使用高階武裝色霸氣（流櫻）或是纏繞霸王色霸氣的攻擊才能成功。但海道表示唯一能擊敗自己的人，就是名為喬伊·波伊的神秘人物。
49年前，時年10歲的他是伏特加王國的最強的士兵。46年前，時年13歲的他因為被伏特加王國的國王出賣給世界政府海軍，後來成功逃走，因此被列入懸賞金額為7000萬貝里。44年前，時年15歲的他在蜂巢島大鬧，隨後遇上當時洛克斯海賊團成員白鬍子的邀請，便加入當海賊實習生，和同在船上的“BIG MOM”夏洛特·莉莉有過合作關係並受恩於她，並在38年前洛克斯海賊團毀滅那天從BIG MOM手中得到了惡魔果實。會直接稱呼其為“莉莉”，背地裡會稱她「老太婆」，兩人已經幾十年未見，一見面就會打起來，但之後又會一起把酒（甜湯）言歡並同謀大事。23年前在和之國的鈴後地區與月光·摩利亞率領的月光海賊團展開交戰，將摩利亞及其部下全部擊敗。20年前協助在和之國篡位掌權的黑炭大蛇聯手夺国，与原本和之國继承人光月御田发生花都“传说之战”（腹部因此留下天羽羽斬與閻魔造成的十字疤），最终亲手枪决御田，其后率领部下佔領鬼島並統治部分區域。某年前白鬍子海賊團的艾斯來到鬼島想取自己的性命，但那時他已經帶著其幹部出海，所以沒碰上艾斯。某天成功從政府奪走其屬意的幻獸系惡魔果實，不幸被當時肚子餓的大和吃走。
頂點戰爭爆發時的前幾天，想要趁機打倒正趕往海軍本部「馬林福特」營救艾斯的白鬍子海賊團，卻被「紅髮」傑克阻止。初登場時是在新世界上空10,000公尺的空島「廢棄男爵終點站」，嘗試從10,000公尺的高度跳落自殺，由於基德、霍金斯、亞普的海賊聯盟根據地剛好在「廢棄男爵終點站」底下，故海道落下時造成眾人一陣驚慌。在龐克哈薩特篇開始，托拉法爾加·羅與蒙其·D·魯夫結成海賊同盟計畫將其擊倒，並抓走凱薩·克勞恩欲使海道和多佛朗明哥因交易破局而交惡。海道喜愛透過交易來談條件，亦是多雷斯羅薩事件被魯夫和羅結盟拉下台的王下七武海多佛朗明哥最大牌的交易對象；由於海道看中凱薩·克勞恩生產的SAD物質能用於製作人造動物系惡魔果實SMILE，因此透過多佛朗明哥牽線大量生產，欲組一支動物系能力者軍隊。羅表示他不是一個可以安靜坐下和別人談判的傢伙，且擁有將唐吉訶德家族全滅的實力，就連多佛朗明哥一想到若是未達成對海道的承諾，所衍生出的慘痛代價都會讓多佛朗明哥心慌意亂且直冒冷汗。多雷斯羅薩事件後，他得知多佛朗明哥戰敗被海軍逮捕以及「旱禍」JACK搶救多佛朗明哥行動也宣告失敗的消息，對於無法再得到人造惡魔果實感到難過，一邊藉酒消愁一邊嚎啕大哭，後因其部下說千萬不能小看草帽小子，使他立刻翻臉轉而暴怒，還要把關在牢中的基德告訴那些最惡世代的人知道他們只是在玩海賊遊戲而已。
圓蛋糕島事件落幕後，閱報獲知魯夫一夥人在圓蛋糕島策畫暗殺BIG MOM未遂的消息，對魯夫為甚麼會在BIG MOM那裡一事氣憤不已。不久後接獲BIG MOM致電得知魯夫正往他那邊過去，BIG MOM也告知自己將出發前往和之國，並要求將魯夫交給她殺掉且不得插手，結果他以自己才是魯夫的仇人為由拒絕，表示自己會殺掉魯夫，還恐嚇BIG MOM要是敢來和之國的話連她也照殺，與此同時海軍從中竊聽他們的對話。
和之國篇在喝醉時變成青龍出現和之國上空大肆破壞，遭遇魯夫的攻擊而酒醒恢復人型，隨後以「雷鳴八卦」一棒擊敗魯夫並關押起來，看到魯夫也有霸王色霸氣同時提起另位被關的基德也同樣擁有对此无法容忍。接著得知BIG MOM海賊團已前來和之國，命令KING將其打下瀑布。再者第二天早上，隔着通讯螺告知采掘场的QUEEN小紫已死的消息其中透露出激动和买醉。BIG MOM被關進鬼島後，命手下將其手銬解開並對招勢均力敵打了一天一夜不分勝負，暫時休兵並結成海賊同盟，等到奪得天下再來分出勝負。
在鬼島的金色神樂宴會當天，因為KING以他的名義召集所有飛六胞，海道本來想讓他們見見BIG MOM未果，隨後下令讓他們尋找女兒大和，並開放招牌大將的挑戰權。宣布手中握有古代兵器，以新鬼島取代和之國做為新國名，將鬼島的一切轉移到花之都，並由大和擔任將軍，企圖建立一個無法可管的海賊帝國，還利用和之國的天然地形對外向其他島嶼征伐，同時還將提出反對意見的現任將軍黑炭大蛇斬首。正準備要處刑桃之助時，遭到紅鞘武士全員突襲，化為獸型與紅鞘武士在鬼島骷髏頭上方交戰，之後再化為人型擊敗所有紅鞘武士，試圖啟動計畫使用火焰雲開始將鬼島移動。
之後和BIG MOM一同與魯夫、索隆、基德、基拉、羅五人交戰，戰鬥中化為獸人型態。爾後接受魯夫的挑戰與其單挑，將魯夫扔出鬼島落海。透過包紡情報，為了追擊桃之助，將阻擋的錦衛門殺害。之後遇見大和，被大和斷絕關係後，應要求與其對決。接著魯夫在哈特海賊團船員的救治下康復重返鬼島，他亦決定跟魯夫奉陪到底，在戰鬥中以雷鳴八卦的升級版「咆雷八卦」再次擊敗魯夫，還向全場宣稱魯夫已死，同時順便斬殺亂入的CP0小隊長，但隨後被覺醒成太陽神尼卡型態的五檔魯夫拖回鬼島頂端。戰鬥來到尾聲，雙方在鬼島頂端展開最終決戰，他從青龍型態變成火龍型態，以「昇龍火焰八卦」迎戰魯夫，最後被魯夫以「橡膠猿神槍」擊敗，與BIG MOM雙雙被地底的岩漿淹沒。
原型來自日本著名大妖怪酒吞童子以及魔王大嶽丸、怨灵平将门和西游记里的妖怪牛魔王與15世紀著名的大海盜巴巴羅薩·海雷丁帕夏。
熱息
變成巨龍的型態吐息，能毀滅一座山。
雷鸣八卦
手持鐵棒覆蓋霸王色霸氣，能夠打出雷狀的衝擊波。招式名字取自于道教用语八卦。
火焰雲
變成巨龍的型態生成雲，能將整座鬼島飛上天移動到花之都。
龍捲
產生數股巨大的龍捲風。
壞風
從口中吐出大量的風刃切割敵人。
龍捲壞風
龍捲與壞風合二為一的攻擊，海道以極快的速度旋轉龍身的下半部分，模擬龍捲風，將月牙狀的風刃吹向自己旋轉的身體，使刀刃不可預測地向各個方向飛去。
霸海
海道與BIG MOM的合體技，威力在「霸國」之上。人獸形態的海道並排站著向前揮動他的金棒八齋戒，而BIG MOM同時揮舞著皇帝劍形態的拿破崙。兩位皇帝聯合一擊的力量創造出強大爆炸般的效果，一波快速前行的力量波，徹底摧毀了它所經過的一切；這次攻擊顯示出讓鬼島襯得矮小，而羅羅諾亞索隆即使只是試圖阻止攻擊也受了重傷。招式名字取自于日语里的破坏。
降三世引奈落
纏繞霸王色霸氣的連續揮棒追擊。招式名字取自于降三世明王和北欧神话的灾难诸神黄昏以及佛教的无间地狱。
金剛鏑
酒龍八卦
喝酒後進入醉酒狀態，霸氣也隨之變強。招式名字取自于成龍主演的电影《笑拳怪招》和醉拳以及酒豪。
酒後輪雷
酒後輪雷引奈落
酒後失落
酒後哭泣
酒後發怒
軍荼利龍盛軍
招式名字取自于佛教中主掌南方的军荼利明王和流星雨。
酒後撒嬌
酒後偷師
酒後殺戮
咆雷八卦
大威德雷鳴八卦
招式名字取自于佛教中主掌西方的大威德明王。
火龍大炬
招式名字取自于落语剧目《火焰太鼓》和酒鬼的拟音。
昇龍 火焰八卦
招式名字取自于八卦中对应火的离卦和道教中升天的亢龙。

### 
（ Ōkanban，Lead Performers→All-Stars，大看板、大招牌、大台柱），是百獸海賊團的三位最高幹部，全員皆為動物系「古代種」能力者，因破壞力強大又不容易被打倒而有「災害」（Disasters）的稱號，別名「三大災禍」、簡稱「三災」，他們天不怕地不怕，只懼怕海道。
名字取自大看板，在歌舞伎劇場入口上方有一塊招牌（名題看板），介紹了當天的表演。
KING／亞爾貝魯（King／Arber，金、燼／阿貝爾）
聲優：田村真（日本）；孫中台（台灣）
種族：明月族，年齡：47歲，身高：613公分，生日：12月1日，血型：S型，星座：射手座，出生地：偉大航路，喜歡的食物：飛魚刺身，討厭的食物：燕麥片，愛好：收集刀劍，代表動物：翼龍，霸氣：見聞色、武裝色。
百獸海賊團之首，外號「火禍KING」（King the Conflagration），海道的右手。懸賞金額：13億9,000萬貝里 。
本名「亞爾貝魯」（Arber，阿貝爾），是從歷史消失的種族「明月族」（路納利亞族）遺民，不僅能在任何自然環境中生存的怪物，還能創造和操縱火焰，當他背上沒有火焰時會削弱其超乎尋常的防禦力以換取移動速度的提升，且似乎是天龍人之前在紅土大陸的「神之國」原住民。此種族也是BIG MOM統治的万国中唯三缺少的种族之一。
平常全身被漆黑的穿著所覆蓋不留一絲皮膚在外，頭部帶著漆黑刺身面具，背後有著一對黑色巨大翅膀且有火焰所環繞的高大男子，腰間繫著一把巨型武士刀，能夠變形，有著強大的攻擊性。實際上其樣貌的真面目是白色長髮、褐色皮膚，加上擁有黑色翅膀及火焰，這些正是明月族的特徵。只要有人去向世界政府通報將會額外獎賞1億貝里，因此才會刻意戴上面具隱藏明月族身份。
是個嚴厲而沉默寡言的人，在大多數情況下都保持冷靜，很少表現出情緒，也相當的聰明，凡事都為海道著想，會主動替海道處理他的問題。當海道忙於戰鬥時，KING是直接負責指揮船員的人。但很少跟別人聊話，特別是提到關於自己種族一事，都會默默安靜，討厭被別人看到自己真正的樣貌。被JACK尊稱為大哥，被QUEEN稱為「愛拷問人的死變態」。KING認為在戰鬥實不應該只局限於單一的戰鬥方式，真正的戰鬥中不需要堅持任何一種流派或風格。
動物系「古代種」「龍龍果實 無齒翼龍型態」能力者，能變身為無齒翼龍。
20多年前曾在龐克哈薩特的政府實驗設備被作為實驗品，當時還是一名少年，當下遇見海道，在海道得知自己是明月族時，海道決心讓他成為左右手且保護他，並命名為「KING」，之後兩人開始逃離龐克哈薩特並一同成立海賊團。數年後隨同海道來到和之國，與紅鞘九人眾激烈交戰。
得知BIG MOM與其海賊團乘坐主船「女王·媽媽·歌唱號」乘著瀑布要侵入和之國時，為了守住瀑布上游而變成獸型出面將船艦踢下瀑布，以阻止他們登入和之國。後來BIG MOM被送來鬼島後，曾不計前嫌當面招攬他加入萬國，但被他直接拒絕。
在鬼島的金色神樂宴會當天，代表海道召集所有飛六胞，並與JACK現身召集地點，聽到他們的挑釁嗤之以鼻，要他們認清自己的實力，對於飛六胞的挑戰無所畏懼。赤鞘武士突襲海道時，被原白鬍子海賊團的以藏打飛武士刀。宴會被襲擊時，看見試圖營救桃之助的小忍，嘲笑她並將其扔遠，後發現透明化的香吉士而出手擊倒在地，接著率領空中部隊將往屋頂的路線封鎖，並下令飛六胞阻止他們上到屋頂。為了阻止馬可帶著索隆前進而變成獸型，索隆被馬可拋上屋頂。接著與QUEEN繼續對招馬可，再一起解決背叛者，打算優先解決正在治療中的索隆，但被馬可阻擋。
與索隆展開最終決戰時，被索隆一招打破頭上部分面具，而失去理智，怒而變為人獸型不顧QUEEN等人成員性命攻擊索隆，還差點將索隆打飛出鬼島，所幸索隆重新振作起來，之後被索隆看穿弱點並被斬下面具，回憶起和海道見面的話，最後被索隆以「閻王三刀流·一百三情飛龍侍極」斬斷翅膀擊敗。大戰落幕七天後，被前來和之國的海軍上將綠牛使用其能力吸收受創。
名字來源取自撲克牌裡「King」，King的意思是國王。本名阿贝尔取自于挪威数学家尼尔斯·亨利克·阿贝尔。

炎皇（Andon）
人型態下，藉由種族特性，在手中發出火焰，火焰包覆拳頭攻擊對手。招式名字取自于日本的行灯。
丹弓皇（Tankyudon）
人獸型態下，朝目標全速飛行並用單翼進行猛烈攻擊。招式名字取自于山海经里后羿射落太阳的神弓和楚辞中所记载的仙人居所，又名丹山的双关语。
貂自尊皇（Tempuraudon）
無齒翼龍型態下，使勁把頭部的角像彈弓一樣往後拉，隨後再放手，鬆開後令他的喙以極快的速度向前突擊，宛如彈弓般射擊並產生強大的衝擊波，威力強大到幾乎無法防禦。招式名字是天婦羅烏龍麵的雙關語。
刃裡雙皇（Barizodon）
人獸型態下，快速擺動雙翼，以發射出多枚似風刃的攻擊。招式名字是破口大罵日文的雙關語。
火龍皇（Karyudon）
人型態下，利用點燃的劍刃釋放出一條接近岩漿熱度的巨大東方火龍。招式名字是咖哩烏龍麵日文的雙關語。
御守 火龍皇（Omori Karyudon）
人型態下使用，為「火龍皇」的升級版，釋放出一條更加巨大的東方火龍。招式名字的「御守」是盛滿（大盛り）和祈福的用品御守的雙關語。
QUEEN／賽恩（Queen／Scien，昆因、奎因）
聲優：高橋廣樹（日本）；符爽（台灣）
種族：人（改造人），年齡：56歲，身高：612公分，生日：7月13日，血型：XF型，星座：巨蟹座，出生地：偉大航路，喜歡的食物：年糕小豆湯，討厭的食物：茶泡飯、低卡食品，愛好：跳舞、收集小紫的相卡，代表動物：蛇頸龍，霸氣：見聞色、武裝色。
百獸海賊團之一，外號「瘟禍QUEEN」（Queen the Plague），擁有一艘專用船名叫腕龍號（Burakiosaurust），懸賞金額：13億2,000萬貝里。
本名「賽恩」（Scien），留著一條黃色長馬尾和八字長鬍子、戴著墨鏡，身材圓滾的禿頭男子，右臂紋有百獸海賊團旗幟和QUEEN的字樣，左臂為機械改造義肢，嘴上總是叼著雪茄，武器是腰間繫著兩把大刀及一挺能發射「疫禍彈」的機關槍，會發出「姆哈哈哈」（ムハハハハ，Muhahaha）的笑聲，雖然身材肥胖，但怕自己瘦了會太受歡迎而不願減肥，能以龐大身軀難以想像的速度移動。本身能施展杰爾馬66的改造技能。被JACK尊稱為大哥，被KING稱為「廢物」。被魯夫稱為氣球。
性格殘忍高傲，熱愛變化花樣地將敵人處刑，也不在意海賊團的底層成員，將他們視作可拋棄的棋子，因冰鬼病毒事件導致4000名成員不滿倒戈。興趣是發明「機關武器」和「病原體」，平時會配給手下當武器，甚至連自己都改造，獸型嘴巴可以放出雷射砲，脖子有機關能夠增加脖子長度。熱愛表演跳舞唱歌，深受手下追捧，喜歡讓手下用最近麻煩事排行榜的流程向其報告。
動物系「古代種」「龍龍果實 腕龍型態」能力者，能變身為全身橘黄色、肚子圆滚的巨大腕龍。
39年前﹙17歲﹚還未加入百獸海賊團時，是以貝卡帕庫為首的非法科學研究團隊「MADS」的成員，與凱薩·克勞恩、賓什莫克·賈吉士相識，並與二人一同大量生產殺戮兵器，自認是比賈吉士更優秀的科學家。29年前（27歲）退出了MADS。26年前（30歲）捨棄了孩子並加入百獸海賊團。聽說報告後發令逮住魯夫和豹五郎，是要他們與自己的手下們在土台上進行不公平的對決「大相撲地獄」，卸下他們的海樓石手銬並換上類似天龍人奴役的特製項圈。看見豹五郎展示「流櫻」時，重新感到興趣對其刮目相看。在BIG MOM突然出現時，為了爭奪小豆湯而挑釁她，並立即變成獸型迎戰，但反被壓頭在地，被她抓著猛烈回轉然後摔在地上打回原形。同時場面變得混亂起來，為了阻止BIG MOM如野豬般的破壞，利用空的小豆湯桶分散其注意力，再用頭槌敲暈她，卻不小心喚起她的記憶，被她認出來而受驚嚇，在她隨即昏倒後，馬上命手下用海樓石鎖鏈綑綁她達100圈，並注射猛獸專用的麻痺針，將她運往鬼島，雖然QUEEN明面上不怕BIG MOM，甚至敢當面嗆聲老太婆，但仍被她的實力震懾。看到海道與BIG MOM打了一天一夜的破壞力，想要偷跑，打去兔丼詢問巴伐奴基現況，卻被報告那裡一切安好而無法離開，對於與BIG MOM海賊團結盟感到意外。金色神樂前一天發現旗下飛六胞之一的多雷古把羅放走，於是決定在金色神樂當天除掉他。
在鬼島的金色神樂宴會當天，負責擔任主持人炒熱氣氛，偷聽到飛六胞說出其壞話且接到亞普發現魯夫大鬧，此時才知兔丼已經淪陷，立即下令恩典戰士團成員若能除掉魯夫等人，就能取代一位飛六胞。宴會被襲擊時，變成獸型將試圖往屋頂的魯夫、索隆咬住丟下宴會大廳。與福茲胡一同圍攻多雷古，並在場上胡亂發射新發明的疫禍彈「冰鬼」，並下令亞普保管抗體。為了阻止馬可帶著索隆前進，與KING一同變成獸型與對抗馬可，再對抗不滿他玩弄人命的喬巴。之後香吉士向他發起挑戰，他亦變化成人獸型態與其戰鬥，同時與KING共同解決背叛者，最終被香吉士以「牛肉爆裂」朝各部位狂踢猛踢擊敗。大戰落幕七天後，被前來和之國的海軍上將綠牛使用其能力吸收受創。
名字來源取自撲克牌裡「Queen」，Queen的意思是皇后。形象参考自蜘蛛侠里的反派章鱼博士以及蜥蜴人和皇后乐队的主唱佛莱迪·摩克瑞。

腕龍炸彈（Brachio Bomber）
腕龍型態下，從空中跳下向對手使出头槌，具有強大的衝擊力。在日語發音類似於「無頼男炸彈」。
黑光火（Black Coffee）
腕龍或人獸型態下，從口部或機械義肢發射黑雷射砲。「光火」在日語發音類似於「咖啡」（コーヒー）。
新娘熱拳（Bridal Grapper）
人獸型態下，使用燃燒的機械義肢兵器進行攻擊。招式名字取自于新娘。
風來拳（Bry Pan）
人獸型態下，使用雙手、馬尾的機械義肢兵器快速連續出拳。
腕蛇龍（Brachiojaurus）
腕龍型態下，將自己從頭部至尾巴的部分分離，讓本體宛如蛇一般行動。腕頸龍狀態下能施展「腕龍蛇足（Brachiotoguros）」，將身軀困住對手並藉此壓碎對方的身體及器官。透過語音指令「腕龍發射器（Brachio Launcher）」，能讓分離後的身體發射火箭砲彈。
奇病「木乃伊」（Mummy）
瘟禍彈的一種。高溫會從被打中的地方擴散，全身會像被火焰燒那樣疼痛並冒出血來，讓人不斷痛苦打滾，且碰觸到被感染者就會被傳染，此病的死狀會讓人有如乾癟腐爛的植物一般。招式名字取自于古埃及的干尸木乃伊，发病情况参考自埃博拉病毒和梅毒与天花。
奇病「冰鬼」（Ice Oni）
瘟禍彈的一種。低溫會從被打中的地方擴散，全身會受到冷凍瓦斯降溫而讓病毒增值，使人變成失去控制的惡鬼，且碰觸到被感染者就會被傳染，通常在一小時內未能解毒就會死亡。是QUEEN為了將喜悅歡笑者及靜候恩施者短暫的提升戰力所製作出來的得意作品，中毒的人會敵我不分的同歸於盡。招式名字取自于日本孩童游戏之一的五鬼游戏和黑死病。
火花QUEEN（Sparking Queen）
人獸型態下，使用杰爾馬66「赤紅電火」的變體招式，從雙眼發射光束彈。
起電QUEEN（Henry Queen）
人獸型態下，使用杰爾馬66「深藍電擊」的變體招式，全身通電的狀態下伸長改造的脖子用嘴咬住敵人。
卷力QUEEN（Winch Queen）
人獸型態下，使用杰爾馬66「綠色絞盤」的變體招式，伸長改造左臂抓住敵人並摩擦牆壁甩出。
漆黑隱伏（Stealth Black）
正確名稱未知，為杰爾馬66「漆黑隱伏」的變體招式，使自身隱形化。
JACK（杰克）
聲優：乃村健次（日本）；孫中台→宋克軍（台灣）
種族：龍膽石斑魚人，年齡：28歲，身高：830公分，生日：9月28日，血型：F型，星座：天秤座，出身地：偉大航路，喜歡的食物：大象肉排，討厭的食物：仙人掌排，興趣：割草，代表动物：猛犸象，霸氣：見聞色、武裝色。
百獸海賊團之一，外號「旱禍JACK」（Jack the Drought），擁有一艘專用船名叫長毛象號（Mammoth），懸賞金額：10億貝里。
留著金色的馬尾和兩道辮子，身形高大、表情兇惡，嘴上戴有金屬的顎，雙耳戴著大角的男子。武器為兩把偽裝成長毛象象牙的勾形鐮刀。性格霸絕殘狠且狂妄自大，喜歡破壞，對於失敗的部下毫不留情，不接受談判交涉；面對海軍最高戰力及多艘海軍軍艦仍不畏懼。但對KING和QUEEN抱著尊敬的態度，並被他們稱為「出包JACK」。
動物系「古代種」「象象果實 長毛象型態」能力者，能變身為長毛象，人獸型態和常見動物系能力者不同，上半身雙手持武器，下半身是長毛象的四隻腿。
奉命登上佐烏上的摩科莫公國追查雷藏的下落，用兩種型態與犬嵐、貓蝮蛇兩人輪流交戰長達4天4夜也絲毫沒有疲倦的跡象，在體力與耐打力上異常地強悍，直至第五天，失去耐性後使用凱薩的殺戮兵器：毒氣「KORO」（コロ）以摧毀摩科莫公國。得知多佛朗明哥被海軍逮捕的消息後，離開摩科莫公國前往營救多佛朗明哥，儘管遇上海軍的三大戰力戰國、一笑、阿鶴及四艘軍艦，仍然命手下開砲迎上，事後卻傳出戰敗死亡的消息，但實際上營救行動雖以失敗告終，但他僅是身負重傷，並未如傳聞所言戰死。之後因部下未能找到雷藏而返回佐烏，想直接以炮擊殺死巨象讓佐烏毀滅，但巨象得到桃之助命令後一甩長鼻子連同自己的船艦直接消滅，沉入海中並未死亡，由於本體是魚人在海裡仍能維持正常呼吸，但因惡魔果實的副作用而全身無法動彈，同行船上手下全部陣亡。後成功一人脫困回到和之國，在自己管理的九里地區與酒天丸過招並被砍傷。向上頭兩位大哥——KING和QUEEN報告多佛朗明哥之事，遭兩者訓斥。
在鬼島的金色神樂宴會當天，與KING現身召集地點，對於飛六胞的挑戰無畏。宴會被襲擊時，與其手下前去阻止赤鞘武士，卻被變成月獅子的純毛族擋下，變成獸型與牠們交戰，隨後被犬嵐和貓腹蛇擊潰，原本差點被殺，後來海道不得已插手被救出，並在旁休息恢復。包紮傷口後率領其手下準備攻擊深受重傷的錦衛門等人，後由犬嵐出馬對付，因用人海戰術而佔上風，接著變成人獸型態與月亮獅子型態的犬嵐展開最終決戰，被犬嵐以「御田一刀流·犬斬威矢」貫穿腹部擊敗。
名字來源取自撲克牌裡「Jack」，Jack的意思是騎士。

### 飛六胞
「飛六胞」（ Tobiroppō，Tobi Roppo(Flying Six)，凌空六子、六方名角），是百獸海賊團的六位高級幹部，也是首席戰士當中最強的六位，地位階級在招牌大將之下，和招牌大將一樣，全員皆為動物系「古代種」能力者，成員中有的原本是海賊團船長出身。他們都不懼怕招牌大將，语言上顶撞甚至想取而代之。與海道關係都很良好，不管說什麼都不會惹到他。
名字取自歌舞伎勸進帳弁慶的「飛び六方」，該名稱來自在六個方向上移動的手，頂部和底部以及東西南北，基本動作是伸出左腳時放左手，伸出右腳時放右手。
福茲胡（Who's Who(Fūzu Fū)，福茲·弗、普滋普）
聲優：野島裕史（日本）；宋克軍（台灣）
年齡：38歲，身高：336公分，生日：3月15日，血型：F型，星座：雙魚座，出生地：北方藍，喜歡的食物：西班牙大鍋飯，霸氣：見聞色、武裝色。
百獸海賊團「飛六胞」之一，外號「飛沫胡」（Who of the Droplets），懸賞金額：5億4,600萬貝里。原CP9成員、原福茲胡海賊團船長。
現在的名字並非本名，本名不詳。戴著紅色長角面罩頭盔及金色圓圈耳環，一頭粉紅色長捲髮，胸口有單眼刺青，叼著煙的厚嘴唇男性，武器為匕首小刀。曾被其CP9成員稱為「不遜色於羅布·路基的天才」，能夠熟練六式，也能夠施展以六式作為基礎的招式。原海賊團至少有9位成員，且都做與貓咪有關的打扮，地盤為鬼島城堡內部四樓的貓咪咖啡廳。
動物系「古代種」「貓貓果實 劍齒虎型態」能力者劍齒虎人，能變成劍齒虎。
12年前曾是CP9成員時，因受其保護的橡膠果實被紅髮海賊團搶走而被懲罰入獄，之後成功逃獄並隱姓埋名，曾經自立海賊團，後來加入四皇海道旗下至今。2年前閱報得知東方藍出現了草帽海賊團以及魯夫吃下橡膠果實的事感到氣怒，但更恨的是「紅髮」傑克。
在鬼島的金色神樂宴會當天，與其他飛六胞抵達到場，討論QUEEN死後由誰繼承他的位置。面見海道時，連KING的召見也不當一回事，更不怕招牌大將甚至想取代他們，覺得百獸海賊團是憑實力說話的組織，開口向海道取得挑戰招牌大將的機會。聽到QUEEN對飛六胞之一有殺意，表示自己也想要解決某人（因為宴會前一天發現多雷古暗中放走羅，想打算到宴會當天時除掉他）；看到魯夫、基德等人大鬧會場不以為意，不想讓佐佐木專美於前，繼續率領其海賊團成員尋找大和。宴會被襲擊時，將多雷古騙到QUEEN面前，並與一同圍攻多雷古打算逼問其真實身分，被其逃走後，回到地盤鎮守且變成獸型，便等來曾經見過一面的吉貝爾與之交戰，並讓手下在旁放冷槍。在吃下玉兒的真打倒戈後開啟了人獸型態，並道出自己曾是CP9，曾因護送橡膠果實不力，被傑克搶走後而進推進城，因為太陽神的故事而逃獄，最終被吉貝爾以魚人空手道奧義·鬼瓦正拳擊敗。
海道倒台後，帶著部下逃離鬼島，躲在兔丼的根據地，並抓走烏爾蒂、佩吉萬倆，開始折磨兩人。
名字取自「WHO'S WHO」，由David Parlett原創的三人紙牌遊戲。

刃刀
運用指槍和刀的合體技，能用刺擊產生無數的指槍。
剃
先消失在敵人面前，然後在敵人後上方使用荊棘鞭攻擊敵人。
嵐腳
強力的斬擊彷彿大鳥一般向敵人襲去。
月步「牙槍」
在空中向敵人用咆哮射擊，威力足以波擊到上下樓層及遠方敵人。
鐵塊「牙閃」
運用鐵塊的反擊加上獸人化的尖牙咬向敵人。
指槍「斑」
用兩手射出無數的指槍，是種具有威脅性的高速連續攻擊。威力不輸路基。
黑瑪麗亞（Black Maria，黑色瑪利亞）
聲優：小林優（日本）；詹雅菁（台灣）
年齡：29歲，身高：820公分，生日：9月24日，血型：S型，星座：天秤座，出生地：和之國，喜歡的食物：御手洗糰子，霸氣：見聞色、武裝色。
百獸海賊團「飛六胞」之一，懸賞金額：4億8,000萬貝里。
頭上有對長彎角，一頭淺金色長髮用劍當作髮簪及花朵當髮飾，手上拿著煙斗，有著巨人般的巨大身型，穿著打扮像是花魁的冶豔型女性，背後「女難」的刺青，在戰鬥一半會解開上衣。武器為手指虎及輪入道的錫杖。在鬼島上有自己的地盤「女難」遊廓，負責管理海賊團裡的女性成員，有自己的海賊團旗幟，被下屬稱為“大姐頭”。喜歡打趣其他飛六胞，是全部飛六胞中與海道關係最親密。擅長運用美色誘捕敵人，並用蜘蛛絲佈下天羅地網，將男人調教成順服她的樣子。
動物系「古代種」「蜘蛛果實 格氏玫瑰古狼蛛型態」能力者格氏玫瑰古狼蛛人，能變成格氏玫瑰古狼蛛，因用藥物改變變身部位而與其他人獸型不同，有著像SMILE般的第二張臉。
在鬼島的金色神樂宴會當天，與其他飛六胞抵達到場。面見海道時，詢問大和少爺是否與「重大發表」有關，並被前者證實，認為帶回大和是件很棘手的事。並未尋找大和，而是留在海道身邊陪侍。宴會被襲擊時，在宅邸的宴會場吟唱、彈奏三味線，並設法抓住好色的香吉士，變成人獸型挑逗亂竄的香吉士，在他打到所有男下屬後，制服住他並用手指虎將其痛毆，命他喚來妮可·羅賓，試圖設下陷阱拿下羅賓，反被羅賓用巨大樹偷襲一巴掌打臉，與羅賓一番脣槍舌戰後，解下外衣後，露出背後的女難刺青，再用繃帶纏胸，並拿出輪入道錫杖到處縱火，再試圖用幻霧偽造出羅賓的親友迷惑她未果，連續使用蜘蛛絲困住巨大羅賓及羅賓本體且用指虎痛毆她，因羅賓攻擊天花板滅火而露出破綻，反被羅賓以覺醒之巨大惡魔型態的大渦潮緊固重創擊敗。
名字取自「Black Maria」，是傷心小棧中最受歡迎的英國紙牌遊戲，可容納3至6名玩家，以及基督教所崇拜的黑圣母玛利亚和同名囚车。人物及果實能力設定取自黑寡婦蜘蛛和日本蜘蛛妖怪絡新婦、土蜘蛛；《Road To Laugh Tale》設定草稿裡為龍龍果實劍齒龍型態。

瑪麗亞之網
用蜘蛛絲佈下天羅地網，能將敵人纏住。招式名字取自于提线木偶的双关语。
請安心就寢亞
用蜘蛛絲纏住敵人後，能將敵人操控。
花魁指虎
將手指虎裝上，朝著敵人連續痛毆。
此路不通亞
用蜘蛛絲佈下能將自己防禦。
盡情燃燒亞
用火能將蜘蛛絲給燃燒殆盡。
佐佐木（Sasaki，笹木、絲絲奇）
聲優：火山太田（日本）；宋克軍（台灣）
年齡：34歲，身高：318公分，生日：2月3日，血型：XF型，星座：水瓶座，喜歡的食物：龍鬚菜、蘆筍，出生地：偉大的航道，霸氣：見聞色、武裝色。
百獸海賊團「飛六胞」之一，外號「滿篩佐佐木」（Overflowing Sasaki），懸賞金額：4億7,200萬貝里。原佐佐木海賊團船長。
戴著白色對角軍帽、金色圓圈耳環，一口尖銳牙齒，下犬齒特別突出，草綠色尖長髮的男性，武器為絡操旋轉劍，是一把特殊的劍，配備了旋轉機構，每當佐佐木激活它時，刀片就會高速旋轉，使其類似於可以輕鬆切割和切碎目標的便攜式電鑽。
動物系「古代種」「龍龍果實 三角龍型態」能力者三角龍人，能變成三角龍。人獸型的頭盾可以自動旋轉並讓自己飛起來。
在鬼島的金色神樂宴會當天，與其他飛六胞抵達到場，因瞧不起培濟萬的實力，和烏爾蒂大吵大鬧，被培濟萬勸阻。面見海道時，想與他共飲，瞧不起其他基層成員，連KING的召見也不當一回事，更不怕招牌大將甚至想取代他們。尋找大和期間，與傳次郎碰上，誤以為是自己人，被其用海樓石鎖鏈綑綁制伏，因為BIG MOM的破壞而順利逃脫。率領重甲部隊試圖擊殺桃之助及小忍，被大和的反水及亂入的佛朗基將軍打斷，變成獸型迎戰後者，命部下抓住佛朗基將軍，被亂入的玉兒、娜美、騙人布率領的反叛勢力欺騙且露出破綻，被佛朗基一刀砍中腹部。因玉兒的能力使得重甲部隊倒戈將他們視為叛徒，變成人獸型將頭盾旋轉起來搭配武器無差別攻擊他們，預備攻擊佛朗基時轉錯方向讓自身往後退，臉紅的解釋只是為了增加助跑距離，使出絕招後卡進佛朗基將軍的左手，反被其抓起來使出背摔，將不擅長使劍的佛朗基之劍斬斷，並追著試圖拉開距離的佛朗基，被其一招將軍砲打向空中，試圖在空中反擊，最終露出破綻被佛朗基以激光束擊敗。
名字取自「44A（Sasaki）」，是一場2比2團隊戰鬥中的大富豪遊戲和京都见回组组长佐佐木只三郎以及剑豪宫本武藏曾在岩流岛击败的剑客佐佐木小次郎。

直升角龍（Heliceratops）
脖子上旋转類似直升機的骨盘，能给大量敵人造成伤害。招式名字取自于武装直升机。
彈丸角龍（Tamaceratops）
像导弹一样朝敵人冲去，其威力比直升角龍還要更加強大。招式名字取自于弹丸。
馬格南角龍（Magnumceratops）
从空中向敵人飞扑，招式的威力大得毁掉了大型機器的一大部分。招式名字取自于威力强大的手枪子弹马格南子弹和美国同名军火设计商马格南研究公司。
烏爾蒂（Ulti(Uruti)，潤媞、烏爾緹）
聲優：黑澤朋世（日本）；連婉鈞（台灣）
年齡：22歲，身高：173公分，生日：1月4日，血型：XF型，星座：摩羯座，出生地：偉大的航道，喜歡的食物：龍捲風洋芋片，霸氣：見聞色、武裝色。
百獸海賊團「飛六胞」之一。懸賞金額：4億貝里。
培濟萬的姐姐，被弟弟稱呼“大姐”（／），被黑瑪麗亞稱呼“烏爾妹妹”，被魯夫稱呼“頭槌妹”。粗天藍色及細粉紅色相間的條狀長髮，頭上有對牛角，特大粉紅圓眼，帶著淺粉紅色花型口罩，打扮漂亮的年輕女性。擅長對敵人使用頭槌攻擊。武器為晨曦之星。個性天然呆，脾氣暴躁，說話特別尖酸刻薄，除了飛六胞的同僚以外，連船長海道都敢調侃他為八嘎或指責是他自己的家庭問題，與海道關係良好，講什麼話都不會惹他生氣。
其父親為前王下七武海的花札，跟他合作關係的海道收養兩姐弟，烏爾蒂聰明地偷走海道的兩顆惡魔果實，與弟弟一起成為能力者，在弱肉強食的百獸海賊團生存下來，直到雙雙成為飛六胞。因QUEEN隨口對飛六胞侮辱壞話，而非常討厭他。特別愛護自己的弟弟，不但愛纏著他撒嬌，還會反擊任何欺負弟弟的對象。近期學會模仿遊廓用語“小女子”說話，又與她的原本的說話粗暴形成對比。只要是招惹她的人，都會被她追殺，即使被打倒在地，也會嘴硬說他人的攻擊不到位。
動物系「古代種」「龍龍果實 厚頭龍型態」能力者厚頭龍人，能變成厚頭龍。
在鬼島的金色神樂宴會當天，與其他飛六胞抵達到場，表示很討厭QUEEN，聽到佐佐木瞧不起培濟萬的實力，和佐佐木大吵大鬧，被培濟萬勸阻。面見海道聽他講話時，一邊連聲抱怨。尋找大和期間，要求培濟萬背她遭到拒絕後，並從培濟萬背後掐他脖子及騎在他身上，在宴會中央大廳撞見鬧事的魯夫，先使用頭槌接續變成人獸型與其交戰，見到弟弟被魯夫打倒後，變成力量更強大的獸型制服他且意圖發動攻擊，但被大和亂入戰鬥被其偷襲短暫擊倒，隨後被培濟萬叫醒。因大和乱入带走鲁夫而被抢走猎物后生气地踏破地板，獨自一人使用武器再度對上大和，但被她趁隙逃脫，和弟弟發現魯夫的蹤跡，被騙人布及娜美引開，姐弟倆遂將兩人打成重傷，準備對娜美用頭槌殺人的時候，被玉兒的護衛阻止其下死手，變成獸型到處破壞及尋找兩人的蹤跡，變成人獸型試圖再次攻擊娜美，反被其雷光槍重創倒地。之後，BIG MOM突然亂入，且看見培濟萬被擊倒在地，而攻擊玉兒，與BIG MOM對打期間再次被娜美的雷電擊中，趁著再次站起來躲開電擊的空檔，抓住娜美的手臂且試圖再對她發動頭槌攻擊時，突然被BIG MOM其能力一刀遭到電火刺擊而短暫昏倒重傷。後殘血之際變回人型仍不忘追殺玉兒、娜美，在騙人布的幫助下，最終反被娜美和天候棒融合的「宙斯」施展追蹤型雷霆擊敗。
名字取自「Ulti」，是匈牙利的全國性的三人製紙牌遊戲。

烏爾頭槍
以人原樣貌使出的頭槌一頭撞向敵人的攻擊，其威力可媲美大砲，能將地板徹底砸穿，將周圍的人吹飛。
烏爾頭槍群
變身成獸型態，使出的連續頭槌攻擊。
培濟萬（Page One，佩吉旺、佩吉萬）
聲優：青山穰（日本）；符爽（台灣）
年齡：20歲，身高：171公分，生日：2月10日，血型：X型，星座：水瓶座，出生地：偉大的航道，喜歡的食物：烤乾酪辣味玉米片，霸氣：見聞色、武裝色。
百獸海賊團「飛六胞」之一。懸賞金額：2億9,000萬貝里。
烏爾蒂的弟弟，被姐姐稱呼“培培”。為留紫色梳一边长髮，另一邊剃光，瀏海蓋住右眼的男性，左眼為三白眼，在金色神樂當天戴著小角白綠帽及黑白口罩，變成人獸型時身材變大一倍，可以看到身上塗寫着自己的名字「PAGE1」。
其父親原為王下七武海的花札，跟他合作關係的海道收養兩姐弟，後來姐姐烏爾蒂聰明地偷走海道的兩顆惡魔果實，和姐姐一起成為能力者，在弱肉強食的百獸海賊團生存下來，直到雙雙成為飛六胞。在同級和上級周圍，Page One 往往表現出一種相當嚴肅和矜持的性格，即使稍微溫順，也會以一心一意和嚴肅的方式追求目標，同時不會反抗飛六胞同僚對他的侮辱。他通常是唯一對他姐姐烏爾蒂古怪的滑稽動作感到惱火的人，尤其是當他們面對上級當局下的不尊重時，並且會因她對他幼稚的愛而感到心慌。然而，在戰鬥中，佩奇表現出對自己的力量充滿信心，即使不是傲慢自大，也有人看到他有更狂野、更兇殘的一面。
動物系「古代種」「龍龍果實 棘背龍型態」能力者棘背龍人，能變成棘背龍。
奉命QUEEN命令追殺香吉士，變成獸型與多雷古討論後開始大肆破壞都城民宅逼出香吉士，後變成人獸型與穿著強襲裝的香吉士一番激戰時处于劣势，但該場對戰沒有決出勝負告終。在鬼島的金色神樂宴會當天，與其他飛六胞抵達到場，勸阻烏爾蒂別和佐佐木吵鬧。在烏爾蒂與海道互動時，也在一旁提醒她克制用語。尋找大和期間，被烏爾蒂要求背她但拒絕她表示別再鬧，遭到烏爾蒂背後掐脖倒地，在宴會中央大廳撞見鬧事的魯夫，變成獸型攻擊魯夫，反被魯夫用三檔象槍重擊下巴倒地，恢復人型後叫醒姐姐，繼續追魯夫及大和的下落，發現魯夫的行蹤，被騙人布及娜美引開，變成獸型與姐姐將兩人打成重傷，被玉兒的護衛阻止追擊，到處破壞且尋找兩人的蹤跡。之後，BIG MOM突然混入，且因BIG MOM遇見玉兒進入修女模式且得知玉兒村莊被百獸海賊團毀滅的事，被憤怒的BIG MOM使用霸王色霸氣纏繞一拳擊敗。
名字取自「PAGE ONE」，是一種紙牌遊戲。人物外型取自日本職業摔角選手中邑真輔。
多雷古
聲優：竹本英史（日本）；孫中台（台灣）
百獸海賊團「飛六胞」之一。懸賞金額：2億2,200萬貝里。原多雷古海賊團船長，為「最惡世代」之一，真實身份為海軍特殊部隊「SWORD」隊長，為潛入百獸海賊團的海軍臥底，在鬼島的金色神樂宴會當天，已被QUEEN和福茲胡識破為叛徒，轉而加入以魯夫等人為首的海賊武士聯盟。
名字與杜拉克（Durak）相近，是一種流行於前蘇聯國家的紙牌遊戲。

### 序列戰士
「序列戰士」（ Nanbāzu，Numbers，蠻霸者、編號者），直屬鬼島，人數有10位，20年前就是百獸海賊團成員，由亞普負責指揮，欣赏其表演音乐成为知音人，平常會出海到處破壞城市。各個都是如同惡鬼般，身型超越一般巨人族体型的高大怪物，且每個人身上都有著「壹～拾」各種代表數字，武器大多都是金棒。據QUEEN所言皆是酒品不好的人，受邀出席金色神樂。
他們整體智力水平非常低，更像是兒童甚至動物，而不是成年人。它們不會說話，他們所發出的唯一聲音是笑聲，這些笑聲與他們的名字發音相近。名字取名以開頭「代表數字」，尾端部分是取自「鬼」（一美、二牙、八茶、九忍除外）。
被BIG MOM評論為古代巨人族的失敗實驗品，是海道從龐克哈薩特購來的。據亞普表示序列戰士唯一弱點就是在喝醉酒時就很容易被打敗。被草帽海賊團評價為與歐斯同等級的戰力。
一美（Lnbi）
聲優：阿座上洋平（日本）；孫中台（台灣）
百獸海賊團「序列戰士」，代表數字為「1」，笑声是「咿哔哔」（Lbibib）。序列戰士中外貌比較接近人類，頭上有一對彎角，留著一頭亂長髮，嘴上有八字鬍。
20年前就已經是海賊團成員。在鬼島大戰進入尾聲時登場，他和二牙跟三鬼一起在亞普後面聆聽和多雷古一起叛變海道協議。後來在亞普和多雷古與CP0對決時一同戰鬥，跟著亞普逃走。大戰落幕七天後，開始跟隨亞普。
二牙（Fuga）
聲優：近藤孝行（日本）；符爽（台灣）
百獸海賊團「序列戰士」，代表數字為「2」，笑声是「呋嘎嘎」（Fugaga）。序列戰士中外貌比較接近人類，但因為吃過SMILE使下半身變為馬而成了半人馬，頭有一對非常長的彎角，牙齒尖銳常常啃食，身型較肥胖。
20年前就已經是海賊團成員，與大和是友好關係，會聽從大和的話。在鬼島大戰進入尾聲時登場，他和一美跟三鬼一起在亞普後面聆聽和多雷古一起叛變海道協議，之後幫助大和攻擊守在門前的六鬼並將其壓制住。
三鬼（Zanki）
聲優：武田幸史（日本）；宋克軍（台灣）
百獸海賊團「序列戰士」，代表數字為「3」，笑声是「撒嘰嘰」（Zakiki）。序列戰士中外貌比較接近野獸，頭有一對尖銳的角，頭部有著類似盔甲頭髮，下巴長了鬍子，身型近似相撲選手。
20年前就已經是海賊團成員。在鬼島大戰進入尾聲時登場，他和一美跟二牙一起在亞普後面聆聽和多雷古一起叛變海道協議。後來在亞普和多雷古與CP0對決時一同戰鬥，慘遭CP0的馬赫擊敗。
四鬼（Jaki）
聲優：增谷康紀（日本）；宋克軍（台灣）
百獸海賊團「序列戰士」，代表數字為「4」，笑声是「嚇嘰嘰」（Jakiki）。序列戰士中外貌比較接近野獸，頭有一對彎角，眼神兇狠，留著一頭亂長髮，上臼齒外翻，牙齒尖銳的男性，體型像圓胖青蛙。
20年前就已經是海賊團成員，進攻和之國時曾徒手將犬嵐及貓蝮蛇抓住。在參加鬼島宴會遭遇襲擊時，與五鬼和十鬼出手攻擊襲擊的武士，後被佛郎基的光束炮擊敗。
五鬼（Goki）
聲優：高塚正也（日本）；孫中台（台灣）
百獸海賊團「序列戰士」，代表數字為「5」，笑声是「嘓嘰嘰」（Gokikiki）。序列戰士中外貌比較接近野獸，頭上有一對彎角，留著一頭亂長髮，長長戽斗下巴，像馬一樣的長脖子，牙齒尖銳的男性。
20年前就已經是海賊團成員。在參加鬼島宴會遭遇襲擊時，與四鬼和十鬼出手攻擊襲擊的武士，被索隆斬斷武器，後被魯夫使用四檔的猿王槍擊敗。
六鬼（Roki）
聲優：蟹江俊介（日本）；孫中台（台灣）
百獸海賊團「序列戰士」，代表數字為「6」，笑声是「咯咭咭」（Rokikiki）。序列戰士中外貌比較接近人類，形象接近中年大叔的男性。
20年前就已經是海賊團成員。在鬼島大戰進入尾聲時登場，負責擔任地下軍火庫入口的守門人。被歸順大和的二牙連同門口一同撞飛，後被二牙壓制住。
七鬼（Nangi）
聲優：織田優成（日本）；宋克軍（台灣）
百獸海賊團「序列戰士」，代表數字為「7」。笑声是「呐嘰嘰（nagigi）。序列戰士中外貌比較接近野獸，牙齒尖銳的男性，類似像桃太郎里的日本鬼。
20年前就已經是海賊團成員，JACK的直屬部下。在參加鬼島宴會遭遇襲擊時，和JACK一同與變成月獅子的純毛族銃士隊和俠客團戰鬥後來在亂戰中被擊敗，在動畫中增加是被純毛族的西西利昂擊敗。
八茶（Hatcha）
聲優：宮崎寬務（日本）；符爽（台灣）
年齡：188歲，身高：6680公分，生日：10月8日，血型：XF型，星座：天秤座，喜歡的食物：烏龍茶兌酒，出身地：龐克哈薩特。
百獸海賊團「序列戰士」，代表數字為「8」，笑声是「哈洽洽」（hachacha）。序列戰士中外貌比較接近人類，双角波波頭，头戴墨镜的男性。
20年前就已經是海賊團成員。在參加鬼島宴會遭遇襲擊時，在魯夫和索隆與基德等人大鬧時，出手攻擊基德海賊團。後來將四鬼舉起來，攻擊全場主角陣營的聯軍，而後八茶發現佛朗基駕著佛朗基將軍對其感興趣，開始追著他跑，途中遇到大和被大和以鳴鏑擊敗。
九忍（Kunyun）
聲優：高橋雛子（日本）；連婉鈞（台灣）
百獸海賊團「序列戰士」，代表數字為「9」，笑声是「咕妞妞」（Kunini），序列戰士中外貌比較接近人類，也是成員的唯一女性，穿著比基尼的中長髮女性巨人。
20年前就已經是海賊團成員，黑瑪麗亞的直屬部下。在參加鬼島宴會遭遇襲擊時，在黑瑪麗亞的幻霧中扮演羅賓的恩人薩烏羅，反被其重擊下巴，並開始追擊布魯克，目睹黑瑪麗亞被羅賓的惡魔開花打倒，與其他夥伴被布魯克以劍之樂章管弦樂擊敗。
十鬼（Juki）
聲優：服卷浩司（日本）；符爽（台灣）
百獸海賊團「序列戰士」，代表數字為「10」，笑声是「吱嘰嘰」（Jukiki）。序列戰士中外貌比較接近野獸，頭上有一對黑色彎角，牙齒尖銳的男性，像狼一樣的外貌特徵，手更接近獸爪。
20年前就已經是海賊團成員。在參加鬼島宴會遭遇襲擊時，與四鬼和五鬼出手攻擊襲擊的武士，被逃脫後的多雷古以「X CALIBUR」擊倒。

### 首席戰士
「首席戰士」（ Shinuchi，Headliners，台柱），為恩典戰士團中遴選而出的菁英，也有不少是過去的敵人加入，部分成員為三位招牌大將的直屬部下。目前部分成員都已被餵食玉兒的糰子而叛變。
名字取自真打，在日本傳統單人表演藝術作品落語中用來形容最高能力或聲望的講談師。
席浦斯赫德（Sheepshead，西普斯海德）
聲優：小西克幸（日本）；符爽（台灣）
年齡：24歲，生日：6月6日，身高：293公分，星座：雙子座，血型：F型，出身地：偉大的航路，喜歡的食物：所有蔬菜、玉米。
百獸海賊團「首席戰士」。「山羊」SMILE果實能力者，因能力而導致頭上長出如惡魔對角，淺金色短髮的青壯男性，帶護目鏡，左臂上有豹紋紋身，可以將手臂變成山羊角而使用招式「巨羊角」。武器是一把劍。
JACK的部下，曾隨同JACK登上佐烏上的摩科莫公國追查和之國雷藏的下落，而在JACK出海營救多佛朗明哥時，留下繼續找尋雷藏，卻遭遇香吉士等人，後被香吉士擊敗，而後回到JACK船上後因為報告佐烏沒有雷藏被JACK給吊了起來毒打一頓，後在JACK船上被巨象袭击而沉没海底。
名字來源取自「羊頭牌(Schafkopf)」，是德國一種傳統棋牌遊戲。
金菈彌（Ginrummy，金拉米）
聲優：雨蘭咲木子（日本）；詹雅菁（台灣）
生日：1月23日，星座：水瓶座。
百獸海賊團「首席戰士」。松鼠SMILE果實能力者，因能力而導致頭上長出如惡魔對角，擁有一頭桃色長捲髮，身著暴露的冶豔女子。
JACK的部下，曾隨同JACK登上佐烏上的摩科莫公國追查和之國雷藏的下落，而在JACK出海營救多佛朗明哥時，留下繼續找尋雷藏，卻遭遇香吉士等人，親眼看到席浦斯赫德被香吉士擊敗，便回報沒有發現雷藏。後在JACK船上被巨象袭击而沉没海底。
名字來源取自「金羅美紙牌(Gin rummy)」，是一種匹配類似撲克牌遊戲的纸牌游戏。
赫戴姆（Holdem，霍爾德姆）
聲優：小山剛志（日本）；符爽（台灣）
年齡：30歲，生日：8月21日，身高：312公分，星座：獅子座，血型：F型，喜歡的食物：茄子（嚙二郎：烤豬內臟），出身地：和之國。
百獸海賊團「首席戰士」。「獅子」SMILE果實能力者，因能力而導致腹部上長著擁有自我意識的獅子「嚙二郎」（Kamijiro，聲優：小山剛志（日本）；宋克軍（台灣））且能從嘴噴火，背後有獅子尾巴，身材高大壯碩赤膊，留著黑長髮臉上長有虎鬚、厚嘴唇，武器是絡繰刀（Karakuri Sword），能命令啮齿丸喷火附若在机关刀上，像鞭子一样挥动点燃四周环境。笑聲是（Gahahahaha）。
JACK的部下，得知小玉的能力後命人把小玉帶，用鉗子夾小玉的臉蛋，小玉苦苦求饒，由於浦島被魯夫打飛並毀壞多間民房，赫戴姆出面應戰，他把小玉放在嚙二郎的口內當成人質，但結果魯夫以極快的速度把小玉救走，還傷了嚙二郎的臉，魯夫得知霍爾德姆用鉗子夾小玉的臉後折返，使出「火拳槍」擊敗他。
名字來源取自「德州撲克(Texas hold'em)」的簡稱，是一種公牌撲克型的紙牌遊戲。
斯皮德（Speed）
聲優：佐藤聰美（日本）；許淑嬪（台灣）
年齡：24歲，生日：12月11日，身高：298公分，星座：射手座，血型：X型，喜歡的食物：蘋果，出身地：和之國。
百獸海賊團「首席戰士」（已叛離）。「馬」SMILE果實能力者，因能力而導致上半身是人下半身是馬，擁有馬類350度的視角和奔跑速度，笑的時候臉部會變成馬臉，短髮為半黑半白、衣著為半白半天藍的年輕女子，武器是弓箭。: JACK的部下，在和之國負責管理桃源農園，在與護衛運送糧食的「糧食寶船」期間，遭遇前來解救玉兒和劫走糧食寶船的魯夫等人，被玉兒餵食能力製作的糯米糰子而被'馴服，轉而幫助魯夫等人，被魯夫取名叫「馬美」後來在護送玉兒返回編笠村的途中，因為海道接獲部屬通報斯皮德幫助魯夫等人的消息，連同玉兒遭忽然現身的海道襲擊重傷。後來開著自己的船協助玉兒登上鬼島，並向百獸海賊團的成員謊稱糯米糰子為QUEEN發下來的補給品，藉此將百獸海賊團成員轉變成和之國一方的戰力。凱多垮台後，決定繼續隨侍玉兒，與眾人出席慶祝勝利的祭典。
名字來源取自「Speed」，是一种考驗敏捷度的撲克牌遊戲。
多彭（Dobon，多朋）
聲優：山口太郎（日本）；孫中台（台灣）
百獸海賊團「首席戰士」。「河馬」SMILE果實能力者，一个拥有河马面貌，而下半身因SMILE果实能力长出一整隻粉紅色河馬身体融合而且每次上半身都被动物部分吞下肚，頭戴小黃帽的黑髮男子，武器為雙手反持的小刀。
QUEEN的部下，和之國囚犯採掘所「兔丼」副看守長。在魯夫與基德在囚犯採掘所做勞力的期間，因為不滿兩人吃光糧倉的食物又和他頂嘴，並將其吞入嘴裡做為懲戒，但隨即被兩人擊敗。
名字來源取自「Dobon」是一種紙牌遊戲或是日本麻將術語「碰牌」(ドボン)，即玩家輸掉持有的所有點數。
道佛戈（Daifugo，戴弗高、戴夫戈）
聲優：中根徹（日本）；孫中台（台灣）
百獸海賊團「首席戰士」（已叛離）。「蠍」SMILE果實能力者，因能力而導致頭髮凝聚成蠍尾，而身下有六條腿及膝蓋有尖角，帶著頭盔，背後背著一把劍，皮膚黝黑的壯漢男子。
QUEEN的部下，和之國囚犯採掘所「兔丼」副看守長，配有「瘟禍彈」手槍。質疑豹大叔為何有許多糧倉的食物時對其出手，隨即被戴海樓石手銬的魯夫打飛。在QUEEN帶BIG MOM離開後，拿著瘟禍彈掃射被囚禁的武士們造成傷亡，意圖藉由感染被囚禁的武士們牽制魯夫等人，結果被經由魯夫提點喚醒反抗意志的武士們聯手壓制敗北。吃下玉兒的糰子而成為她的屬下，在登上鬼島後，負責到處向領受恩惠者餵食糰子。
名字來源取自「大富豪(Daifugō)」，是一種日式撲克牌遊戲，玩法類似大中華地區的大老二或中國的斗地主。
巴伐奴基（Babanuki，巴巴努基）
聲優：赤城進（日本）；符爽、孫中台〈大象〉（台灣）
百獸海賊團「首席戰士」（已叛離）。「象」SMILE果實能力者，因能力而導致胸口有自主意識的象頭，留著長髮、長鬍子的巨漢男子。笑聲是（Paopaopapapa）。
QUEEN的部下，和之國囚犯採掘所「兔丼」看守長，配有「瘟禍彈」。在魯夫鬧事的時候將其轟飛，向QUEEN報告最近監獄中的麻煩事。在QUEEN帶BIG MOM離開後，欲發射一發200人份「瘟禍散彈」在囚犯中引起大恐慌，被預知了未來的魯夫綁住象鼻而自爆，被玉兒餵食能力製作的糯米糰子而馴服，向QUEEN報告兔丼一切安然無恙。大戰落幕七天後，被前來和之國的海軍上將綠牛使用其能力吸收掉。
名字來源取自日文的「抽鬼牌(Baba nuki)」，是一種使用撲克牌玩的遊戲。
索莉媞雅（Solitaire，索麗提雅、索莉提亞）
聲優：庄司宇芽香（日本）；連婉鈞（台灣）
百獸海賊團「首席戰士」。「猴子」SMILE果實能力者，因能力而導致擁有六隻手，背後有猴子尾巴，其中4隻手各持一把刀，剩下兩隻手指著前方，帶著雙角面罩頭盔，穿著連身口袋短裙，亮綠色雙翹中長髮的年輕女子，用四刀流+柔術戰斗。
QUEEN的部下，和之國囚犯採掘所「兔丼」副看守長。收到海樓石手銬的鑰匙被偷的消息，在干部塔短暂对战忍者雷藏打破分身但让其成功逃走并斥責及命令手下找回。在QUEEN帶BIG MOM離開後，鲁夫与赤鞘武士、豹五郎等人汇合加入兔丼混战再度与雷藏交手，結果被經由魯夫提點喚醒反抗意志的武士們聯手壓制敗北。
名字來源取自英文的「接龍(Solitaire)」，是指按著不同的規則，一個接一個地進行的遊戲。
包紡（Boa Huang，暴風、保皇）
聲優：白石涼子（日本）；許淑嬪（台灣）
百獸海賊團「首席戰士」兼目視者首領。「鼯鼠」SMILE果實能力者，因能力而導致頭上有一對長角，身後有鼯鼠尾巴，身穿短和服，臉上罩著畫有單眼的面紗，隨身帶著一把超大印有「風」的團扇，身形嬌小的短髮女子。擁有向眾人傳話的特殊能力，是掌管整座鬼島的監視者。
KING的部下，兼任海道的秘書，負責安排海道的日常行程。在鬼島的金色神樂宴會當天，宴會被襲擊時，向KING報告目前戰況。後來準備向眾人傳達桃之助墜海的消息，被騙人布和娜美發現行蹤，遭騙人布制服後被玉兒利用其能力向眾人傳話。
名字來源取自棋牌游戏保皇，是中国山东省的一種牌類遊戲或者保皇派。
烏龜人（Usunoro）
聲優：寺崎千波也（日本）；孫中台（台灣）
百獸海賊團「首席戰士」。「烏龜」SMILE果實能力者，因能力而導致下半身有一整隻烏龜。
佐佐木的部下，重甲獸人部隊成員。在QUEEN提出抓到魯夫和索隆的獎賞是當上「飛六胞」後，意圖攻擊逃跑中的魯夫和索隆。在鬼島的金色神樂宴會當天，在宴會場地樓層間為殺死桃之助而發動攻擊，但被大和一擊打飛。形象取自于西游记里东海龙宫的龟丞相。
疑問兄弟
百獸海賊團「首席戰士」。「貓頭鷹」SMILE果實能力者。
鍬形蟲警察（Nokokuwa Police）
聲優：中村光樹（日本）；符爽〈ep.991〉→孫中台〈ep.1019起〉（台灣）
百獸海賊團「首席戰士」（已叛離）。「鍬形蟲」SMILE果實能力者，因能力而導致背部有鍬形蟲的身體。
佐佐木的部下，重甲獸人部隊成員。在鬼島的金色神樂宴會當天，在QUEEN提出抓到魯夫和索隆的獎賞是當上「飛六胞」後，意圖攻擊逃跑中的魯夫和索隆，之後在宴會場地樓層間與索隆短暫交戰。後來作為重甲獸人部隊，與佐佐木對抗佛朗基。後來被餵食玉兒的糰子，其後接收到玉兒的命令而叛變而保護佛朗基，後被佐佐木擊敗。
布利斯哥拉（Briscola）
聲優：間宮康弘（日本）；宋克軍、符爽〈猩猩〉（台灣）
百獸海賊團「首席戰士」（已叛離）。「猩猩」SMILE果實能力者，因能力而導致左手長出半截猩猩且擁有強大的蠻力的男子，右胸口有Bris的刺青。
在鬼島的金色神樂宴會當天，在宴會場地下一樓上擋住魯夫及香吉士，被吉貝爾一招擊倒。治療完後繼續戰鬥，被餵食玉兒的糰子，其後接收到玉兒的命令而叛變。
名字來源取自「Briscola」，在義大利最流行的傳統紙牌遊戲之一，是一個吃墩的卡牌遊戲。
刺蝟人（Bisley）
聲優：不明（日本）；宋克軍→孫中台〈ep.1039、1073〉（台灣）
百獸海賊團「首席戰士」（已叛離）。「刺蝟」SMILE果實能力者。
佐佐木的部下，重甲獸人部隊成員。作為重甲獸人部隊，抓捕桃之助，後來被大和打飛。
佛特黎克斯（Fourtricks）
聲優：天崎滉平（日本）；宋克軍（台灣）
百獸海賊團「首席戰士」（已叛離）。「雞」SMILE果實能力者，因能力而導致身後長出一隻完整的雞，尾羽為他的頭髮，武器是一把薙刀。
在鬼島的金色神樂宴會當天，在宴會場地下一樓上迎上魯夫、香吉士、吉貝爾等人，被香吉士一腳踢飛。治療完後繼續戰鬥，被餵食玉兒的糰子，其後接收到玉兒的命令而叛變。
名字來源取自吃磴遊戲。
哈姆雷特（Hamlet）
聲優：竹內良太（日本）；符爽〈ep.1006－1007〉→宋克軍〈ep.1019－〉（台灣）
百獸海賊團「首席戰士」（已叛離）。「長頸鹿」SMILE果實能力者，因能力而導致背後長出除了頭以外的長頸鹿身軀的男子，手持兩把大刀，因能力的關係懸在半空中。: 在鬼島的金色神樂宴會當天，在宴會場地下一樓上迎上魯夫、香吉士、吉貝爾等人，被吉貝爾一拳打飛。治療完後繼續戰鬥，被餵食玉兒的糰子，其後接收到玉兒的命令而叛變。鬼島大戰落幕後確認生還，與眾人出席慶祝勝利的祭典。
名字來源取自「哈姆雷特」，是基於的威廉·莎士比亚的话剧《哈姆雷特》的獨立冒險遊戲以及同名话剧《哈姆雷特》。
米潔露卡（Mizerka）
聲優：關根有咲（日本）；連婉鈞、宋克軍〈猩四郎〉（台灣）
百獸海賊團「首席戰士」（已叛離）。「猩猩」SMILE果實能力者，因能力而導致身上長出大猩猩「猩四郎」的女子。
在鬼島的金色神樂宴會當天，在QUEEN提出抓到魯夫和索隆的獎賞是當上「飛六胞」後，意圖攻擊逃跑中的魯夫和索隆。後來在宴會場通往四樓前準備埋伏魯夫、吉貝爾，但未發現魯夫等人。被道佛戈餵食玉兒的糰子，其後接收到玉兒的命令而叛變。
名字來源取自「米澤卡」，是一種紙牌遊戲。
波卡（Poker）
聲優：橋詰知久（日本）；符爽、宋克軍〈蛇〉（台灣）
百獸海賊團「首席戰士」（已叛離）。「響尾蛇」SMILE果實能力者，因能力而導致肩膀及雙腳長出一條的蛇，眼睛被瀏海覆蓋。
在鬼島的金色神樂宴會當天，因為基德跑走，後在宴會場通往四樓前準備埋伏魯夫、吉貝爾，但未發現魯夫等人。被道佛戈餵食玉兒的糰子，其後接收到玉兒的命令而叛變。
名字來源取自撲克牌。
巴吉魯·霍金斯
聲優：宗矢樹頼（日本）；符爽（台灣）
百獸海賊團「首席戰士」。「霍金斯海賊團」船長，為「最惡世代」之一。

### 恩典戰士團
「恩典戰士團」（ Gifutāzu，Gifters，給賦者、賦予者），是百獸海賊團旗下士兵吃下「SMILE果實」成功獲得能力的人造動物系能力者所組成，共通點是頭上都有一對角，虽然拥有动物之力，但并非都能自由变化作人型或者控制变形，而是根据他吃的果实而定。由於SMILE为人造恶魔果实，因此能力非常不稳定，例如：赫戴姆總是和肚子上的狮子吵架、多彭的食物每次都被河马吃掉，所以有一部分的人不能自由地变成动物。尽管有很多货真价实的强者，但SMILE是在赌博。
在吃下SMILE果實的成員裡佔10%，約500多人。其中部分士兵，是由飛六胞曾經所率領過的海賊團擔任。被玉兒馴服的領受恩惠者約有300人。除了首席戰士以外的恩惠者，大部分成員的命名方式為「動物」+「人/女士」（man/lady）。其中黑瑪麗亞的部下命名方式為例外。
蝙蝠人（Batman）
聲優：北島淳司（日本）；符爽（台灣）
百獸海賊團「恩典戰士團」，「蝙蝠」SMILE果實能力者，因能力而導致下半身長出蝙蝠翅膀及腳能在空中移動且耳朵變成蝙蝠耳朵具備超越人類6倍的聽覺，頭上長出小角及嘴巴長出蝙蝠尖牙，頭戴面罩的圓胖男子，使用武器為弓箭，在動畫版中会使用武装色霸气。
赫戴姆的部下，在博羅鎮和施捨小鎮奉命剷除任何對將軍及海道有異議的對象，追拿竊賊時因為竊聽到鶴對將軍及海道的議論而現身襲擊對方，但被索隆擋下攻擊。在知道魯夫和他的夥伴從盜走一輛糧食寶船後，和另外兩名士兵追到施捨小鎮，試圖阻止該鎮的居民食用食物時，魯夫巨大的裝水容器壓置住他們。後被QUEEN安排參加對抗魯夫和豹五郎的對決，被魯夫輕易打敗。
名字來源取自DC漫画正义联盟里的超级英雄蝙蝠俠（Batman）。
瞪羚人（Gazelleman）
聲優：增谷康紀（日本）；孫中台（台灣）
百獸海賊團「恩典戰士團」（已叛離）。「瞪羚」SMILE果實能力者，因能力而導致下半身變成瞪羚腿擁有時速200公里的跑步速度，但有副作用，身體會很累，頭上長出瞪羚角，屁股長出瞪羚尾巴，下半身穿著網襪的男子。
赫戴姆的部下，在施捨小鎮趁著魯夫和索隆抵擋蝙蝠人攻勢的期間，擄走玉兒回到博羅鎮。後被QUEEN安排參加對抗魯夫和豹五郎的對決，被魯夫輕易打敗。吃下玉兒的糰子而成為她的屬下，在登上鬼島後，負責到處向領受恩惠者餵食糰子。
名字來源取自日本漫畫作品《金肉人II世》的瞪羚人（Gazelleman）。
老鼠人（Mouseman）
聲優：菊池正美（日本）；符爽（台灣）
百獸海賊團「恩典戰士團」，「老鼠」SMILE果實能力者，因能力而導致長出老鼠的大耳朵，頭戴飛行員護目鏡，外貌獐頭鼠目的男子。笑聲是（Chuchuchu）。
為人陰險狡詐，在博羅鎮建議試圖追求小菊的浦島，藉著陷害小菊再趁勢將他據為己有。形象参考自平安时代的妖怪铁鼠。
蛇人（Snakeman）
聲優：高塚正也（日本）；宋克軍→孫中台（台灣）
百獸海賊團「恩典戰士團」，「蛇」SMILE果實能力者，因能力而導致腰部長出蛇，頭上長出角的光頭男子，武器為劍。
在知道魯夫和他的夥伴從盜走一輛糧食寶船後，和另外兩名士兵追到施捨小鎮，試圖阻止該鎮的居民食用食物時，魯夫巨大的裝水容器壓置住了他們。
兔人（Rabbitman）
聲優：粗忽屋東品川店（日本）；宋克軍（台灣）
百獸海賊團「恩典戰士團」，「兔」SMILE果實能力者，因能力而導致肩膀長出兔子耳朵，下巴長出兔子的頭，上半身白色毛茸茸，身形圓滾的男子。
在知道魯夫和他的夥伴從盜走一輛糧食寶船後，和另外兩名士兵追到施捨小鎮，試圖阻止該鎮的居民食用食物時，魯夫巨大的裝水容器壓置住了他們。
（Sarahebi）
聲優：小松由佳（日本）；許淑嬪（台灣）
百獸海賊團「恩典戰士團」。「蛇」SMILE果實能力者，能夠自由伸長頸部且口吐舌信。別稱“轆轤老師”，頭髮是淺粉紫色。
黑瑪麗亞的部下。在和之國花都擔任寺子屋女教師，於授課期間向和之國的孩童宣揚「鎖國為護國，開國為惡行」的思想，說明黑炭大蛇鎮壓開國派系人士的過去。
在鬼島的金色神樂宴會當天，宴會被襲擊時在三樓房間內扮演被調戲的遊女引誘敵人，將香吉士引來後黏上蜘蛛網後，和另一位扮演惡劣官員的黑瑪麗亞部下（聲優：長嶝高士（日本）；宋克軍（台灣））聯手踢擊香吉士。之後參戰中目睹黑瑪麗亞被羅賓的惡魔開花打倒，驚訝之於與其他夥伴被布魯克以劍之樂章管弦樂一同擊敗。
角色設計原型取材自日本傳說中的長頸妖怪轆轤首飞头蛮及沙羅蛇。
羊駝人（Alpacaman）
聲優：大西健晴（日本）；符爽（台灣）
百獸海賊團「恩典戰士團」，「羊駝」SMILE果實能力者，因能力而導致頭變成羊駝的长脖子、高大男子，講話的時候會一直噴口水，使用武器是双剑，旋转使出「羊驼拳法」。能够高速自转挥舞双刃以及与犰狳人使出合体技。
和之國「兔丼」囚犯採掘所看守員之一，被QUEEN安排參加對抗魯夫和豹五郎的對決，數次被魯夫提前預知行動導致攻擊落空，最後更被豹五郎以高階武裝色霸氣散發的攻擊氣場重傷敗北。
犰狳人（Madilloman）
聲優：髙階俊嗣（日本）；孫中台（台灣）
百獸海賊團「恩典戰士團」，「犰狳」SMILE果實能力者，因能力而導致背部長出犰狳，光頭留著大把落腮鬍，手脚修长的中年男子，武器為兩把隨身手。能变犰狳球体滚动，展开犰狳作盾保护人脸以及与羊驼人使出合体技。
和之國「兔丼」囚犯採掘所看守員之一，被QUEEN安排參加對抗魯夫和豹五郎的對決最後敗北。
鴕鳥人（Dachoman）
聲優：宮崎寬務（日本）；符爽（台灣）
百獸海賊團「恩典戰士團」，「鴕鳥」SMILE果實能力者。
和之國「兔丼」囚犯採掘所看守員之一，被QUEEN安排參加對抗魯夫和豹五郎的對決最後敗北。
螃蟹人（Crabman）
聲優：沼田祐介（日本）；宋克軍（台灣）
百獸海賊團「恩典戰士團」，「螃蟹」SMILE果實能力者，頭上擁有酒紅色髮型，髮型上有長兩隻螃蟹眼，雙手也擁有兩隻螃蟹手的男子。
和之國「兔丼」囚犯採石場看守員之一，負責管理海樓石手銬的鑰匙，因被雷藏發現弱點，而大意讓鑰匙被偷。
形象取自于日本妖怪之一的蟹坊主。
熊人（Bearman）
聲優：魚建（日本）；宋克軍（台灣）
百獸海賊團「恩典戰士團」（動畫原創角色），「熊」SMILE果實能力者，熊掌的力量可以撕裂人的身体，全身仿佛穿了一套草綠色的熊道具服，聲音扮可爱，真正的脸只在大声说话的时候从嘴里露出的黑脸男性。
和之國「兔丼」囚犯採掘所看守員之一，為得到丸子，特地參加QUEEN安排對抗魯夫和豹五郎的對決，最後被魯夫輕鬆敗北。
鷹人（Bird man）
聲優：宮崎寬務（日本）；符爽（台灣）
百獸海賊團「恩典戰士團」，「鷹」SMILE果實能力者，身上长出浅绿色翅膀和鸟头冠、穿草绿色棉袄的男性，武器是投小型炸弹。
奉命炸掉千陽號的三位領受恩惠者之一，後出現準備殲滅乘坐小船前往鬼島的赤鞘武士，被突然現身的魯夫、羅、基德等人連同三艘船擊沉，動畫新增被魯夫打敗的場面。
游隼人
聲優：新井良平（日本）；宋克軍（台灣）
百獸海賊團「恩典戰士團」。「游隼」SMILE果實能力者。
奉命炸掉千陽號的三位領受恩惠者之一，後出現準備殲滅前往鬼島的赤鞘武士，被突然現身的魯夫、羅、基德等人連同三艘船擊沉。
鳳蝶女（Butterfly Lady）
聲優：相澤舞（日本）；連婉鈞（台灣）
百獸海賊團「恩典戰士團」，「鳳蝶」SMILE果實能力者，背后一对蓝色花纹蝶翼，头上长触角和浅紫发色的中分长卷发的女性，武器是甩绑榴弹长鞭。
奉命炸掉千陽號的三位領受恩惠者之一，後出現準備殲滅前往鬼島的赤鞘武士，被突然現身的魯夫、羅、基德等人連同三艘船擊沉，動畫新增被羅打敗的場面。
強帕（Jumper）
百獸海賊團「恩典戰士團」，「中華劍角蝗」SMILE果實能力者。外貌酷似繪本中戰士。
胡蜂女（Beegirl）
百獸海賊團「恩典戰士團」，「胡蜂」SMILE果實能力者。
雲斑車蝗人（Battaman）
百獸海賊團「恩典戰士團」，「雲斑車蝗」SMILE果實能力者。
提燈人（Rooftop Mary）
百獸海賊團「恩典戰士團」兼目視者成員，「竹節蟲」SMILE果實能力者。包紡的部下。
弓女
聲優：石橋桃（日本）；許淑嬪（台灣）
百獸海賊團「恩典戰士團」，SMILE果實能力者。戴著帽子披風的粉髮女子，武器為弓箭。
在鬼島的金色神樂宴會當天，在QUEEN提出抓到魯夫和索隆的獎賞是當上「飛六胞」後，用弓箭攻擊逃跑中的魯夫和索隆。
甲鱼人
聲優：不明（日本）；符爽（台灣）
百獸海賊團「恩典戰士團」，「甲鱼」SMILE果實能力者，特征戴角光头且额头贴一片甲胄，腰下是一只匍匐甲鱼的男性。武器是箭头装炸弹的弓箭。
在鬼島的金色神樂宴會當天，盯上被阿普打伤的基德的空隙发动攻击，但被鲁夫化解，最後被魯夫用脚击倒。
夜蟹女（Nightcrab Girl）
百獸海賊團「恩典戰士團」，「螃蟹」SMILE果實能力者。
紅狼
聲優：田邊幸輔（日本）；孫中台、宋克軍〈狼〉（台灣）
百獸海賊團「恩典戰士團」，「狼」SMILE果實能力者，腹部長出半身狼的男性。武器是箭头装炸弹的弓箭。
在鬼島的金色神樂宴會當天，在QUEEN提出抓到魯夫和索隆的獎賞是當上「飛六胞」後，用狼攻擊逃跑中的魯夫和索隆，被魯夫反咬狼的攻擊。
獨角仙人（Beetleman）
聲優：不明（日本）；孫中台（台灣）
百獸海賊團「恩典戰士團」，「獨角仙」SMILE果實能力者。
在鬼島的金色神樂宴會當天，在宴會場地樓層間與索隆短暫交戰。
螳螂女（Kamakirigirl）
聲優：上田瞳（日本）；連婉鈞（台灣）
百獸海賊團「恩典戰士團」，「螳螂」SMILE果實能力者。
在鬼島的金色神樂宴會當天，在宴會場地樓層間與索隆短暫交戰。
犀牛坦克人（Saitank）
百獸海賊團「恩典戰士團」。「犀牛」SMILE果實能力者。
佐佐木的部下，重甲獸人部隊成員，為佐佐木座騎。作為重甲獸人部隊，與佐佐木對抗佛朗基，後來被餵食玉兒的糰子。
蠍子女（Scorpionlady）
聲優：上杉華子（日本）；連婉鈞（台灣）
百獸海賊團「恩典戰士團」。「蠍子」SMILE果實能力者。
佐佐木的部下，重甲獸人部隊成員。作為重甲獸人部隊，與佐佐木對抗佛朗基，後來被餵食玉兒的糰子。
大兜蟲人（Caucasusman）
聲優：不明（日本）；宋克軍（台灣）
百獸海賊團「恩典戰士團」。「高卡薩斯南洋大兜蟲」SMILE果實能力者。
佐佐木的部下，重甲獸人部隊成員。作為重甲獸人部隊，與佐佐木對抗佛朗基，後來被餵食玉兒的糰子。
凱門鱷小姐（Caiman Lady）
聲優：鶴田真希（日本）；連婉鈞、宋克軍〈凱門鱷〉（台灣）
百獸海賊團「恩典戰士團」，「凱門鱷」SMILE果實能力者，因能力下肢變成鱷魚上半身。
目視者成員兼黑瑪麗亞的部下。身穿和服、打扮妖豔的女性，與包紡一樣臉上罩著畫有單眼的面紗，負責通訊。
天井下（Tenjo-kudari）
聲優：石橋桃（日本）；連婉鈞、詹雅菁（台灣）
百獸海賊團「恩典戰士團」，「白蛇」SMILE果實能力者，因能力身體變成蛇身，口吐蛇信。
黑瑪麗亞的部下。在鬼島的金色神樂宴會當天，在QUEEN提出抓到魯夫和索隆的獎賞是當上「飛六胞」後感到很有興趣。後來在黑瑪麗亞的幻霧中負責變成克洛巴博士，之後參戰中目睹黑瑪麗亞被羅賓的惡魔開花打倒，驚訝之於與其他夥伴被布魯克以劍之樂章管弦樂一同擊敗。
動畫版第986集登場的天井下，角色設計與後面形象不同，聲優表稱呼該角色為鬼女（聲優：金子有希（日本）；連婉鈞（台灣））
角色設計原型取材自日本傳說中的妖怪天井下為創作原型。
濕女（Nure-onna）
聲優：不明（日本）；連婉鈞（台灣）
百獸海賊團「恩典戰士團」，「猪鼻蛇」SMILE果實能力者，因能力身體變成蛇身，口吐蛇信。
黑瑪麗亞的部下。在鬼島的金色神樂宴會當天，在黑瑪麗亞的幻霧中負責變成歐爾比雅，之後參戰中目睹黑瑪麗亞被羅賓的惡魔開花打倒，驚訝之於與其他夥伴被布魯克以劍之樂章管弦樂一同擊敗。
角色設計原型取材自日本傳說中的妖怪濡女為創作原型。
淋濕女
聲優：不明（日本）；連婉鈞（台灣）
百獸海賊團「恩典戰士團」，「蟒蛇」SMILE果實能力者，外貌為充滿水痕的和服女子。
黑瑪麗亞的部下。在鬼島的金色神樂宴會當天，之後參戰中目睹黑瑪麗亞被羅賓的惡魔開花打倒，驚訝之於與其他夥伴被布魯克以劍之樂章管弦樂一同擊敗。
角色設計原型取材自日本傳說中的妖怪雨女為創作原型。
山姥（Yamanba）
聲優：不明（日本）；連婉鈞（台灣）
百獸海賊團「恩典戰士團」，「日本錦蛇」SMILE果實能力者，外貌為手持菜刀，吐舌的長嘴女子。
黑瑪麗亞的部下。在鬼島的金色神樂宴會當天，之後參戰中目睹黑瑪麗亞被羅賓的惡魔開花打倒，驚訝之於與其他夥伴被布魯克以劍之樂章管弦樂一同擊敗。
角色設計原型取材自日本傳說中养育了坂田金时的妖怪山姥和鬼婆、古库里婆為創作原型。
闊嘴蛇女
聲優：山根綺（日本）；連婉鈞（台灣）
百獸海賊團「恩典戰士團」，「蛇」SMILE果實能力者，外貌為吐長舌的闊嘴女子。
黑瑪麗亞的部下。在鬼島的金色神樂宴會當天，之後參戰中目睹黑瑪麗亞被羅賓的惡魔開花打倒，驚訝之於與其他夥伴被布魯克以劍之樂章管弦樂一同擊敗。
角色設計原型取材自日本傳說中的妖怪长舌姥和民俗传说里的吊死鬼为創作原型。
輪入道（Wanyudo）
聲優：增谷康紀（日本）；宋克軍（台灣）
百獸海賊團「恩典戰士團」，「哈巴狗」SMILE果實能力者，因能力身體完全變成狗身，保留巨大的頭。
黑瑪麗亞的部下。黑瑪麗亞將他做為錫杖來戰鬥使用，站在車輪中間不停奔跑燃起火焰，被布魯克的黃泉寒氣擊敗。
角色設計原型取材自日本傳說中的妖怪輪入道、人面犬為創作原型。
馬人（Horseman）
百獸海賊團「恩典戰士團」，「馬」SMILE果實能力者。包紡的部下。
目視者（Marys）
百獸海賊團旗下監視部隊，包紡的部下，由女性領受恩惠者及動物人所組成，由真打保皇擔任總指揮者。負責監視鬼島的一切，接受訊息共享給保皇，再由她匯報給海道或其他大幹部。
裝甲部隊（ Sōkō Butai，Armored Division）
百獸海賊團「恩典戰士團」成員組成，部分為原佐佐木海賊團成員，人數不明（目前已登場7位以上），且部分做重金屬的打扮。正如他們的名字一樣，他們擁有強大的防禦能力，這要歸功於他們的裝甲型SMILE能力。部分成員有吃下SMILE果實能力者（如鍬形蟲、烏龜、犀牛、甲蟲、螃蟹、刺蝟、蝦）。部分成員（包含鍬形蟲、犀牛、甲蟲、刺蝟等成員）被餵食玉兒的糰子，其後接收到玉兒的命令而叛變。
CAT'S（ Kyattsu）
百獸海賊團「恩典戰士團」成員組成，部分為原福茲胡海賊團成員，人數不明（目前已登場8位以上），且都做與貓咪有關的打扮。部分吃下SMILE果實能力者（如老虎種、獅子種、貓種）。
黑瑪莉亞的部下
百獸海賊團旗下成員，飛六胞的黑瑪莉亞的部下，人數不明（女性居多，目前登場8位以上），多為爬行類種SMILE果實能力者。是唯一部隊中所有成員都沒吃過玉兒的糰子。所有男性成員都被香吉士擊倒，剩下的成員都被布魯克接連擊敗因此全滅。創造原型以鸟山石燕和水木茂所创作的百鬼夜行以及日本妖怪為代表。

### 狂樂戰士團
「狂樂戰士團」（Pleasures，爆笑者、愉悅者），百獸海賊團旗下吃下「SMILE果實」但沒能獲得能力的成員所組成。共通點是頭上都有單角，不僅失去游泳能力，還會出現情緒上只會笑而沒有悲傷、憤怒的副作用，在吃下SMILE果實成員裡佔90%，約4,500多人。在金色神樂時，因QUEEN用奇病「冰鬼」的疫禍彈掃射變成冰鬼使部分成員不滿，與候命戰士團約6000人倒戈。

### 候命戰士團
「候命戰士團」（Waiters，候選者、待命者），百獸海賊團旗下尚未獲得「SMILE果實」的成員所組成，約15,000多人。在金色神樂時，因QUEEN用奇病「冰鬼」的疫禍彈掃射變成冰鬼使部分成員不滿，與喜悅歡笑者約6000人倒戈。
馬水
聲優：橋詰知久（日本）；孫中台（台灣）
百獣海賊團「候命戰士團」。抓住玉兒，後來和另一名成員一同被魯夫擊敗。
普多斯
聲優：不明（日本）；孫中台（台灣）
百獣海賊團「候命戰士團」，兔丼男性看守。被河松用魚骨刺傷脖子。
伊比利佛
聲優：深川和征（日本）；孫中台、符爽、宋克軍〈ep.947〉（台灣）
百獣海賊團「候命戰士團」，兔丼主任看守。他負責管理囚犯的團子飯票。名字取自于伊比利亚和伊比利斯。
多南諾約
聲優：高塚正也（日本）；符爽（台灣）
百獣海賊團「候命戰士團」，兔丼主任看守。他對魯夫和基德帶著手銬還能展示驚人地力量而感到震驚。
諾科蒂
聲優：鶴田真希（日本）；許淑嬪（台灣）
百獣海賊團「候命戰士團」，兔丼女性看守。他負責大相撲地獄的行司（裁判員）。名字取自于诺斯替神话。
烏瓦圖拉
聲優：不明（日本）；孫中台（台灣）
百獣海賊團「候命戰士團」。參加大相撲地獄，被魯夫擊敗。

### 其他成員
大和（Yamato）
聲優：早見沙織（日本）；許淑嬪（台灣）
百獸海賊團繼承人（已叛離），海道的獨生女，平時以海道的兒子自居，會以男性自居主要是因為崇拜光月御田，並想要成為像他一樣的男人，甚至自稱御田。海道稱呼他為「傻兒子」，其他團員包括招牌大將及飛六胞都稱其為「少爺」，魯夫稱為「大和仔」。8歲時（20年前）就開始被海道限制行動栽培，海道的最终目標為扶植其坐上海贼帝国“新鬼岛”领导人，但實際上她想要脫離海道束縛。
刮盤人·亞普
聲優：真殿光昭（日本）；孫中台（台灣）
百獸海賊團「情報商」，原「ON AIR海賊團」船長，為「最惡世代」之一。
史考治（Scotch）
聲優：高塚正也（日本）；符爽（台灣）
百獸海賊團旗下海賊，外號「鋼鐵男孩」（Iron Boy），外貌似乎和佛朗基一樣是改造人，武器為右手的改造機關槍及背上的劍。負責看守海道在新世界的某冬島領土，與闖入此地的多雷古展開激戰。後於扉頁再次登場，壓制勞動之國的叛亂，最後敗於濕髮格列佛，被其惡魔果實能力吞噬。
名字來源取自「Scotch Whist」，是一种紙牌遊戲。

### 旗下勢力
多雷古海賊團（Drake Pirates）
百獸海賊團旗下海賊，由多雷古所率領的海賊團，全員穿著以西洋風為主。頂點戰爭結束後到達「新世界」，現已加入百獸海賊團，然而多雷古的真正身份為海軍特殊部隊「SWORD」的隊長。但因為被QUEEN和福茲胡識破進而倒戈草帽一夥。
霍金斯海賊團（Hawkins Pirates）
百獸海賊團旗下海賊，由巴吉魯·霍金斯所率領的海賊團，全員穿著以神秘術士風為主。頂點戰爭結束後到達「新世界」某島嶼，其原本是白鬍子的地盤。兩年後和基德海賊團與ON AIR海賊團組成同盟，遭到亞普卧底拆散，后听从服从生存率40%屈服海道加入百獸海賊團。
ON AIR海賊團（On-Air Pirates，廣播海賊團）
百獸海賊團旗下海賊，由亞普所率領的海賊團，全員穿著以中國風為主。頂點戰爭後到達新世界，加入百獸海賊團。原和基德海賊團與霍金斯海賊團組成聯盟，實為海道派來的臥底，身份是「情报师」。
御庭番眾（Oniwabanshu）
百獸海賊團旗下勢力，原直屬和之國將軍的忍者部隊，總共5千名部下，共有11位幹部登場，負責保護將軍免受任何潛在威脅，原先隸屬光月家，在壽喜燒死後隨即向黑炭大蛇投誠，導致成員之一的忍心生不滿離隊。大蛇被斬首後，改為投靠百獸海賊團旗下並臣服海道。
巡邏組（Mimawarigumi）
百獸海賊團旗下勢力，原直屬和之國將軍的武士組織，總共5千名部下，共有5位幹部登場，負責維持花都治安。大蛇被斬首後，改為投靠百獸海賊團旗下並臣服海道。

### 來源
1. 1 2 3 4 5 6 7 8 9 10 11 12 13 14 15 16 17  大陆地区官方譯名。
2. 1 2 3 4 5 6 7 8 9 10 11 12 13 14 15 16 17 18  鼠繪漢化組非官方譯名。
3. ↑  《ONE PIECE》漫畫第957話。
4. ↑  《ONE PIECE》漫畫第970話。
5. 1 2 3  《ONE PIECE》漫畫第1049話。
6. ↑  《ONE PIECE》漫畫第1041話。
7. 1 2  《ONE PIECE》漫畫第795話。
8. 1 2  《ONE PIECE》漫畫第824話。
9. ↑  《ONE PIECE》漫畫第909話。
10. ↑  《ONE PIECE》漫畫第923話。
11. ↑  动画版第938集
12. ↑  《ONE PIECE》漫畫第1043話。
13. ↑  《ONE PIECE》漫畫第1044話。
14. ↑  《ONE PIECE》漫畫第1048話。
15. ↑  《ONE PIECE》漫畫第1050話。
16. ↑  《ONE PIECE》漫畫第808話。
17. ↑  《ONE PIECE》 magazine 6
18. 1 2  《ONE PIECE》漫畫第1022話。
19. 1 2 3  《ONE PIECE》漫畫第1035話。
20. ↑  《ONE PIECE》漫畫第951話。
21. ↑  《ONE PIECE》漫畫第947話。
22. ↑  『VIVRE CARD〜ONE PIECE図鑑〜』BOOSTER PACK 脅威!〝新世界〟の強者達!!。
23. ↑  疑似為佛朗基
24. ↑  電視版第746－779集。
25. ↑  電視版第912集－至今。
26. ↑  《ONE PIECE》漫畫第817話。
27. ↑  《ONE PIECE》漫畫第978話。
28. ↑  《ONE PIECE》漫畫第929話。
29. ↑  《ONE PIECE》漫畫第989話。
30. ↑  《ONE PIECE》漫畫第979話。
31. 1 2  《ONE PIECE》漫畫第1021話。
32. 1 2  《ONE PIECE》漫畫第1016話，被包紡宣布已正式擊倒。
33. ↑  《ONE PIECE》漫畫第933話。
34. ↑  《ONE PIECE》动画第925集
35. ↑  《ONE PIECE》漫畫第1011話。
36. 1 2  《ONE PIECE》漫畫第991話。
37. ↑  《ONE PIECE》漫畫第954話。
38. ↑  《ONE PIECE》漫畫第989話。
39. ↑  單行本第103卷，SBS.
40. ↑  《ONE PIECE》漫畫第915話。
41. ↑  《ONE PIECE》漫畫第821話。
42. ↑  《ONE PIECE》漫畫第1053話。
43. ↑  第102卷人物介紹。
44. ↑  《ONE PIECE》漫畫第1004話。
45. 1 2  《ONE PIECE》漫畫第984話。
46. ↑  《ONE PIECE》漫畫第595話。
47. ↑  《ONE PIECE》漫畫第704話。
48. ↑  東立出版社ONE PIECE航海王圖鑑翻譯
49. ↑  單行本第92卷，第931話.
50. ↑  漫畫第951話.